# 浅田孝
浅田 孝（あさだ たかし、1921年3月19日 - 1990年12月4日）は、日本の都市計画家・建築家。

## 人物
香川県出身。戦後活躍する丹下健三の右腕として、丹下の数々の建築作品に関与。他、後に大阪万博を主導することになる建築家・デザイナーグループ「メタボリズム」を結成するなど、多方面で活躍。
南極大陸昭和基地プレファブユニットの設計、横浜市六大事業（みなとみらい21地区の開発、横浜ベイブリッジ構想、港北ニュータウン等）横浜市における都市計画の骨格つくりから、横浜こどもの国、世界デザイン会議、香川県の五色台開発や坂出人工土地、美濃部亮吉東京都知事時代の「広場と青空の東京構想」、大阪万博と沖縄海洋博プロデュース、国レベルの政策研究機関である総合研究開発機構（NIRA）設立、さらに本四連絡橋（瀬戸大橋）を架ける提案をした人物として知られている。
甥には『構造と力』などの著者で元京都大学経済研究所准教授で京都造形芸術大学教授の浅田彰がいる。

## 生涯
1921年愛媛県松山市に生まれる。父である浅田孝太郎は医師で孝はその長男。浅田家は牟礼の庄屋であったが、医者めいたことも担ってからは代々高松藩漢方医の家柄になる。孝太郎が帝国大学医学部に進学し医学を学び、愛媛県松山の日本赤十字病院に赴任して松山市に定着。そこで三人の子を授かる。弟二人は医師となり、そのうち次男の敏雄は東邦大学学長を歴任。三男の亨は大阪で産婦人科を開業。この亨の息子が浅田彰。
松山高等学校 (旧制)理科甲類を経て、東京帝国大学工学部に入学。1943年東京帝国大学工学部建築学科を卒業後、海軍に所属。広島県呉市の基地に見習海軍技術士官として配属される。このころはおもに飛行場施設の建設やダムの修繕計画などを手がけている。海軍技術科士官・設営隊長だった1945年8月、香川県に滞在中、瀬戸内を挟んで対岸の本州広島に原爆が投下される。広島上空にあがった巨大なキノコ雲を見て、直ちに広島へ向かったという。こうして投下直後の爆心地広島で、調査及び救助活動に当たる。
1945年、東京大学大学院に進学し岸田日出刀の下で学び大学院修了後、丹下健三のもとで東京大学大学院特別研究生となり、戦災復興院嘱託として大谷幸夫らとともに戦災復興都市計画に参加。広島などの戦災復興都市計画立案に関わる。また助教授となった丹下に協力して丹下研究室を創設。
以降、丹下の下で参謀として、さまざまなプロジェクトを共にしていく。広島平和記念公園や図書印刷原町工場、旧東京都庁舎ほか、丹下が手掛ける数々の建築に、設計スタッフとして携わる。
1950年、建築雑誌誌上に発表した『建築家とモラル』と題した文章で、芸術を作る作家ではなく本質的な部分に対する深い理解に基づく創造者としての建築家像を記述し提起。
1951年、東京大学大学院特別研究生を修了。
以降、工学部建築学科丹下研究室の主任研究員として広島平和記念公園施設、香川県庁舎などの設計監理を担当。1952年、早稲田大学非常勤講師。また、旧厚生省国立公園部・財団法人国立公園協会の嘱託として、国立公園の施設基準策定を担当している。
1954年から1955年にかけて、高山英華らを幹事のひとりとして日本建築学会は高層化研究委員会を設け、浅田も委員として参加し、報告書の多くの部分を執筆。都市再開発をめぐる問題について総点検を行なっており、ここでの研究が、その後現在にいたる都市再開発関連の法整備につながる重要な道筋を作っている。
こうして戦後の都市化、地域開発の設計、実施に力を注ぐ一方、文筆による方法論の提起も活発に行なっていく。1955年、雑誌新建築編集顧問として、「新建築」1955年8月号「原爆下の戦後10年 日本人の建築と建築家」を編集。こうした特集を組んで戦後復興の方向についての世論を呼びおこす。
1956年には、日本建築学会南極特別委員会委員兼設計部会主任として、南極昭和基地の建設オペレーション計画、携行建物のシステム設計、製作監理に携わる。
1958年3月、丹下研究室主任研究員・早稲田大学講師を辞職。世界デザイン会議運営財団を発足させ、日本で行われる世界デザイン会議の事務局長を引き受ける。
1959年から、地域開発・環境問題の調査研究のため、民間の都市コンサルタントとして、環境開発センターを新宿に設立。大規模な地域開発、施設計画等を行なう。
1959年から1961年にかけては、経済企画庁経済審議会で長期展望委員会委員、国民所得倍増計画委員会委員として、全総の核心に触れている。この時期経済企画庁に対しては良質の住宅供給を提案。
1960年、世界デザイン会議開催。メタボリズムグループ結成。
1961年に地域計画エキスパート/環境開発センターを株式会社化。豊橋出身の人物らと浅田孝が出資する。千駄ヶ谷のマンションに事務所を移転させる。唯一の所員はアルバイトの氏家隆正であった。この年には、旧自治省住居表示制度審議会委員を務める。また、「こどもの国建設推進委員会」委員となり、横浜市と町田市にまたがる「こどもの国」のマスタープラン作成などを手がける。以後は総括設計者としてその開設に尽力。
1962年、日本建築学会が建設省の委託によって建設技術研究補助金をうけて、大都市問題委員会に人工土地部会が設けられ、その部会長を務め、都市や国土の建設のためのさまざまな技術開発と制度設計に携わり、人工土地方式による都市再開発手法の研究がなされた。研究は1963年に報告書『人工土地──成立条件、効果および計画』にまとめられている。
1962年には他に柳宗理らと、高速道路・高速自動車道の道路標識や住居表示等のサインシステムのデザイニングに携わる。
この時期には、日本列島に交通・通信・エネルギー・水のチャンネルとなる骨格をいれることや国勢立体調査を準備し可能な限りの政府統計を国勢調査の時期に合わせ、地域等計量の相互間の意味をもたせ、海洋の持つポテンシャルと空間に着目し総合的な海洋開発利用の研究と保全を計画することを課題としている。
1962年からの香川県の五色台開発計画以降、香川県の香川県観光計画・総合開発計画について、終生取り組んでいる。一方で香川県知事の依頼による、子供の野外活動推進のための開発保全全体計画を策定。門下の田村明とは香川の観光開発計画の仕事で合流、田村はまだ日本生命に勤務していた時であったが、休暇で手伝ったという。この年から旧厚生省児童福祉審議会の中央児童厚生施設特別委員会の委員に就任。
1963年1月、田村が入社。ソ連東欧西欧53日間旅行企業団体関係者旅行団に環境開発センターから田村が参加する。また環境開発センターを千駄ヶ谷から銀座に移す。株式会社の会長に当時芙蓉開発株式会社社長で富士銀行常務の仁谷正雄が就任。浅田は社長で、芙蓉開発が資本参加し芙蓉所有の銀座ビルに移転。この時期センターにはこのあと伊豆大島元町の復興地域計画を手掛ける早稲田大学吉阪研究室のメンバーが出入りしていた。浅田は大学には戻らず、研究ではなくプロフェッショナルの実務家として都市計画に携わっていく。計画策定では国土計画的な視点でのものを、特に生まれ故郷四国関連を多く手がける。愛媛の観光計画では「愛・地球博」の総合プロデューサーを務めたデザイナーの泉真也を伴う。泉は大阪の万博以降、日本国内で行われる万国博覧会全てに参加している。
この年、後に衆議院議員・日本社会党委員長になる飛鳥田一雄が横浜市長になり、市長のブレーンだった鳴海正泰を通して横浜市から浅田率いる環境開発センターに、横浜の都市づくりの計画策定などが依頼される。市政への市民参加を薦める横浜の新しい都市づくりの中で、横浜の将来計画に関する基礎調査報告書(1964年12月5日)と「横浜の都市づくり〜市民がつくる横浜の未来」(1965年10月1日)により、浅田の理念は具体化される。浅田は、米軍に長く接収されて手づかずであった横浜都心部の強化策や三菱ドックヤード移転、地下鉄建設など、成果が目に見える「プロジェクト型事業」を進めることを提案。このあと部下の田村明が横浜市に奉職、今日広く知られる横浜市アーバンデザインのルーツとなる。
他方、茨城県からの依頼で、鹿島広域工業都市圏生活環境整備調査を委託し鹿島工業都市圏環境整備計画を立案。鹿島・筑波・東海村のゴールデン・トライアングル構想と名づけ鹿島の掘り込み港湾と併せコンビナートをつくるという計画を進め、委託範囲を超えて地域イメージを提案。鹿島臨海工業地帯と東海村の原子力施設地区一帯、筑波研究学園都市の3つでゴールデントライアングルとし、1つの地域だけでなく3つ連携し1つの高度機能地帯を形成させそれを成田空港と結びつけることにより、世界と提携できる形式構造の形成を提案している。
この年には愛媛県観光総合開発基本計画、南知多半島観光開発計画を策定。
大阪府の依頼から1964年、『近畿万国博覧会構想に関する研究報告』を受託し、地域開発〜主要観光拠点の整備、跡地利用〜近畿圏における学術文化の中心を提示。1965年にも大阪府企業局の依頼で『堺・泉北臨海工業地帯環境整備に関する基本調査・研究』を実施し、報告では総論と環境整備の11項目、計画策定体制、付属資料の時代的意義の他、「ニューヨーク港とその水際地域の運営」と「Stanford Industrial Park」(シリコンバレー)を事例として紹介している。
1964年、1970年に開催が迫る日本万国博覧会の初期マスタープランを川添登らと手がける。同年、『都市問題』に「都市と開発のヒューマン・リニューアル」を発表し都市建設のあり方を提言するなど、時代の変化に応じた有効で豊かな都市計画への指針を示し続ける。
1965年、建築設計した「五色台山の家」が故郷香川県高松市に竣工する。この年は他に港北ニュータウン開発モデルプラン中間報告要綱、高松駅駅前広場計画や、三重県の依頼で水郷県立公園開発都市計画を委託。さらに本島開発計画、横浜市都心部再開発基本構想報告書、関内・石川町駅周辺地区における開発について策定。
1965年から2年間、経済審議会の地域部会企画小委員会に参加。
1966年、横浜市に予定するベイブリッジ関連開発事業の方向と成立の可能性の総合評価・ベイブリッジ計画と本牧埠頭並びに関連産業地帯の関連における機能増進開発調査を委託。
1967年、竹中工務店と共同で新宿副都心第10号地土地利用計画についての提案。
1967年の東京都知事選挙前において、美濃部亮吉（都知事）のもとで政策「広場と青空の東京構想」作成。一方で対立候補は東京の抜本的改造を目指し、4兆円規模プロジェクト型ビジョンの施策「東京緊急開発行動五ヶ年計画」を取りまとめる。これを手がけたのは浅田の薫陶を直接受けた泉真也で、5年限定の4兆円と、15年に渡る対策費としての13兆円とでは単純比較はできないが、泉らは浅田の13兆円という提示におどろく。
さらに、大高正人と香川県坂出市のスラムクリアランス事業に参画。「坂出人工土地」を生み出し、1967年、日本都市計画学会石川賞を受賞した。
1968年、鹿島出版会から『環境開発論』を出版。この年は他に香川県番の洲地区環境整備計画、香川県観光産業計画、南予新開発計画策定調査。またこの年に田村明、氏家隆正ら横浜市に転出。浅田のほか高山英華、八十島義之助、河合正一らのメンバーで横浜市に田村明を囲む顧問会議を設置。
1968年に経済企画庁からの研究委託、地域統計の整備改善に関する調査において、統計精度の向上を目指した研究を重ね、緑の国勢調査に結実した標準地域メッシュを日本地域開発センターのメンバーらと開発。
1969年、愛知県児童総合公園建設パイロットプラン作成。
1969年からは、経済企画庁社会資本研究委員会に参加。予測を上回る高度経済成長の問題点整理、社会資本整備に課せられた質的課題を、ナショナル・ミニマムの拡充、隘路打開、新たな社会建設のための戦略投資とし、各方面にシンクタンクの必要性を説いた。
1970年、大阪万国博覧会に環境開発センターも準備段階で関与。この他愛媛県瀬戸内海大橋架橋関連調査、京浜地区都市再開発調査を委託。
1970年から1973年まで東京都の参与に就任。1971年、『広場と青空の東京構想』を策定。新高松空港の建設整備に伴う周辺地域開発計画調査、大阪府泉南臨海部開発計画を策定。
この他、「こどもの国」園内に建設される皇太子殿下御成婚記念館を実施設計する。
1970年からは、五色台青峰地区整備基本構想、五色台児童安全能力開発センター構想、1970年から1979年にかけての、瀬戸大橋関連の地域開発計画、1971年、新高松空港周辺地域開発基本計画・施設配置計画、香川県観光レクリエーション地帯整備構想、1973年、四国横断自動車道のルート決定調査、といった四国地方に関する地域計画に取り組む。
1972年、旧通産省・沖縄海洋博覧会「事業企画」「会場計画」委員としてその開催に尽力。
また川崎駅周辺地区再開発構想、能登半島地域総合開発計画、生活をめぐる環境施設整備と国民の負担に関する研究を実施。
1973年、川崎駅前地下商店街施設計画、高松空港埠頭地区整備計画調査のほか、シンクタンクのあり方等の研究調査を総理府から委託を受ける。これが後に総合研究開発機構法となり、1974年、日本初の国家レベルのシンクタンクである総合研究開発機構(NIRA)設立につながる。
1974年に開催の環境博スポーケン国際博覧会日本館プロデュースを担当。『RiceCycle』という冊子を刊行する。
1975年、京浜臨海地区におけるHSST路線計画の策定と、沖縄海洋博覧会に携わる。
1976年、都市空間における美的価値の導入に関する研究を委託。
1979年、「新高津空港の社会的波及効果」報告策定し、この年をもって環境開発センターを閉鎖する。
1982年に著書『天・地・人の諸相をたずねて』、1985年に『地域社会の豊かさを求めて』（共著、総合労働研究所）を刊行。
1987年から1990年に死去するまで、トヨタ財団の専務理事を務め、環境問題に関して積極的な提言を行った。
1990年に逝去。

## 評価
- 川添登は著書『建築家・人と作品』（上）(1968年）で「建てない建築家、書かない評論家、教えない大学の教授」と評した。哲学する都市計画家、などとも呼ばれた。また川添によると、何か思いつくと昼夜かまわず「集合」の電話が自分のところに来たという。この号令をかけて集まってくる常連たちが、後のメタボリズムグループと発展していった。

- 田村明によれば、浅田は報告書のサイズはB版が主流だった60年代から70年代の当時にあって、A4判サイズでレポートを作成させ、表紙には「地域開発のエキスパート 株式会社環境開発センター」と記させたという。自らエキスパート」だと名乗ることについて、浅田は「そのくらいの気構えでなくては駄目なのだ」といったという。また、「ひとつのプロジェクトをやるには、300枚ほどのエスキスが必要」、「コンサルタントのレポートは薄いほど価値がある。1枚半か、せいぜい1枚3分の1くらいまでが理想。これなら1億円採れる。ただ分厚いレポートは誰も読みやしない。紙と印刷代だけ」と語った。事務所には昼過ぎにきて、しゃべり出すと没入し、ときには夜通しになったというが、はなしは天下国家から地球規模のスケールのものまで、時には建築のディテールの細かいはなしまで及んだという。これは東大時代についても黒川紀章が同じように指摘している。つねに地球儀を掲げて宇宙論を語り、世界を論じる、その頃は呑んでは朝まで議論し、銀座にある泰明小学校の近くの旅館が溜まり場だったという。

## 家族
- 父・浅田孝太郎（1888年生） ‐ 医師。香川県牟礼出身[1]。
- 長弟・浅田敏雄（1923-2009） ‐ 東邦大学名誉学長。1942年松山高等学校理科乙類卒、東京大学医学部卒。東邦大学医学部生化学教室教授退官後、同大学長、大学設置・学校法人審議会会長、医療審議会会長、社団法人日本私立医科大学協会会長、私立学校教職員共済組合理事長、日本心体美学会会長などを歴任[2][3][4]
- 次弟・浅田亨 ‐ 医師。枚方市で浅田産婦人科医院を経営。京都大学医学部卒。
- 甥・浅田彰 ‐ 亨の子

## 主著
- 北関東機業地方に於ける都市の構成 : 主として前橋市について （1946）
- 旧軍港都市の考察 : 主として呉市について （1946）
- 広島市復興都市計画の基礎問題 （1946）
- 都市計画研究の動向と今後の課題 (都市計画-評価と展望) （1979）
- 日本観測隊の携行家屋の設計および製作について (南極建築) （1957）
- 耐震構造設計の構造について : 構造設計の7不思議 ("耐震計算の規定はこのままでよいか"に対する意見) (構造特集) （1957）
- 建築家とモラル （1950）
- 人工環境の可能性 (人工環境の可能性特集) （1965）
- デザイン (創立70周年記念特集) （1956）
- 建築会と学会の座標 （1956）
- 高層建築平面評価の一規準 （1950）
- ミルトン・ケインズから何を学ぶか (イギリス最後の常緑の楽園(ニュータウン):ミルトン・ケインズ<特集>) （1978）
- シレン夫妻との出会い (北欧の建築家 カイヤヘイッキ・シレン 1951-1975<特集>) （1975）
- 生活文化を創出するとりで (ヴィトル-スク湖畔の共同スタジオ/ヘルシンキ西郊〔設計・エリエール・サーリネン アーマス・リンドグレン ハーマン・ゲゼリウス〕) （1975）
- 都市時代の展望 （1969）
- 大都市問題の本質と交通システム (大都市交通の諸問題(特集))  -  (第2部 大都市交通または大都市開発に関する学識経験者の意見) （1968）
- 社会と科学 （1977）
- 大都市はどこへ行く (73年日本経済の課題) （1973）
- 袋小路の都市問題(座談会) （1961）
- 現代の都市 大都市死滅論 (革新自治体 - 地方選挙で問われる自治権(特集)) （1970）
- 都市の環境開発と自動車のシステム （1970）
- 旅の文化と交通 (旅と交通を考える) （1979）
- 21世紀を前にして… （1977）
- 沖縄海洋博の意味するもの (沖縄国際海洋博覧会<特集>) （1975）
- 生産者から生活者へ〔付 浅田孝略歴〕(状況への直言) （1981）
- 都市の理念 （1978）
- 地方都市の可能性をさぐる (地域開発と環境問題(特集)-10-〔地域開発セミナー(昭46秋・於高松)講義要旨〕) （1972）
- 討論を終えて - 「地方の時代」に生きる (四国振興の道を求めて - 「四国市長勉強会」総括シンポジウムから<特集>) 地域開発 (223), p52-53, 1983-04
- "四国"論 (四国振興の道を求めて - 「四国市長勉強会」総括シンポジウムから<特集>) 座談会 地域開発 (223), p39-51, 1983-04
- 生産者から生活者へ(状況への直言) 新建築 56(3), p139-143, 1981-03
- 日本に土地はもうない (日本の進路に異議あり(特集)) （1972）
- 日本に土地はもうない(特集・日本の進路に異議あり) （1972）
- 超高層ビルの社会学 （1968）
- 海洋域の計画的利用と管理をどう進めるか - 問われる開発の論理と発想の転換 (海洋スペース開発の指標(特集)) （1972）
- 原子力都市建設の問題点をめぐって - 特集・原子力と都市 （1960）
- 日本の都市美の新しい発展へ - 世界デザイン会議を終えて （1960）
- 日本の都市美の新しい展開へ - 世界デザイン会議を終えて （1960）
- ポスト万博 - 全く新しい時代へ (expo'70人間と文明(特集))  -  (万国博跡地利用の提案) （1970）
- 關東機業地區に於ける都市の構成 : 主として前橋市について" (第3部會) （1947）
- 廣島市復興都市計畫の基礎問題" (第3部會) （1947）
- 建築家とモラル （1950）
- 旅の文化と交通 (旅と交通を考える) 高速道路と自動車 22(6), p7-10, 1979-06